# Abraham Darby III

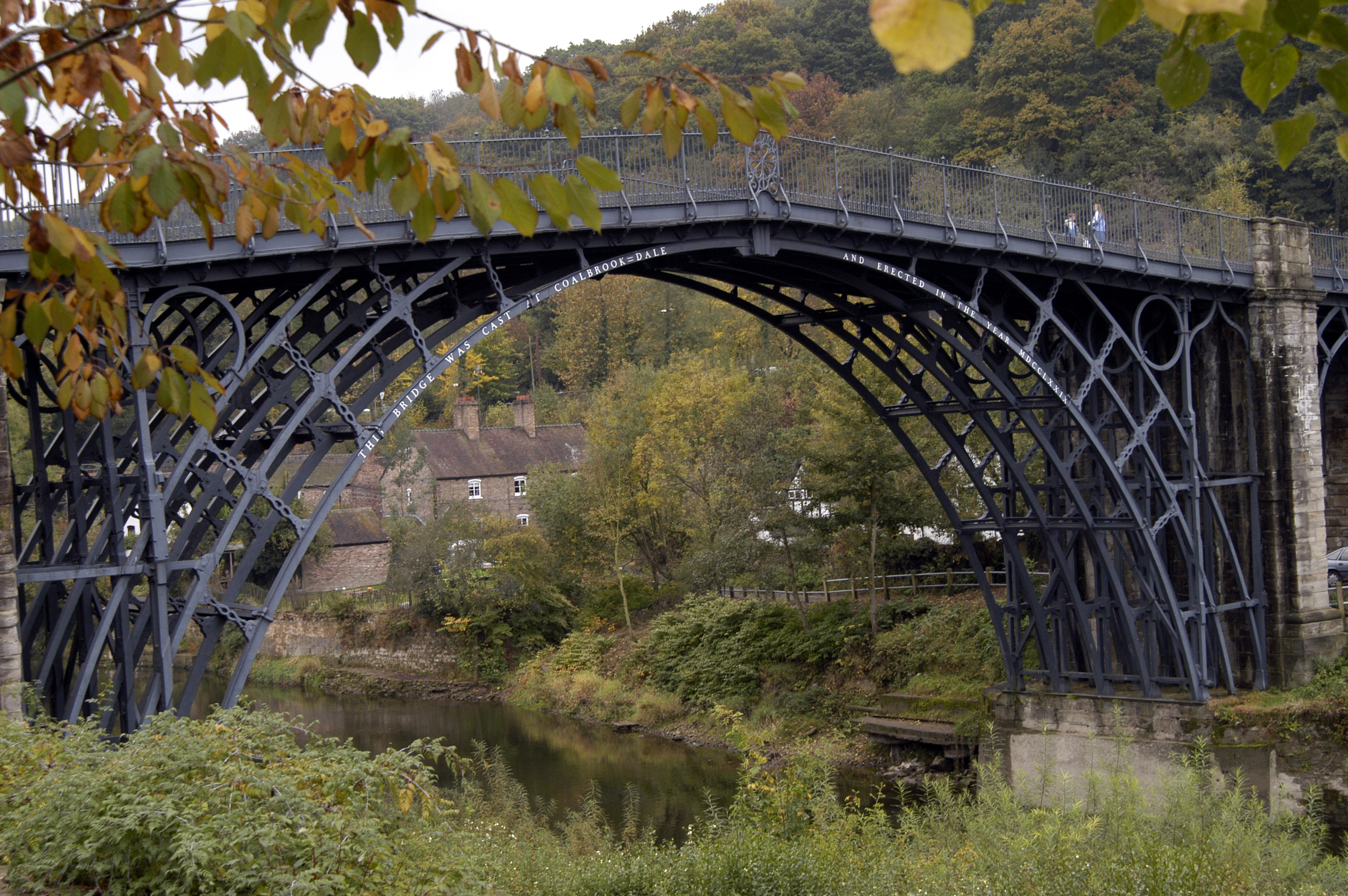
Iron Bridge

Abraham Darby III (24 de abril de 1750 - 1789) fue un maestro del hierro británico, siendo la tercera persona con el mismo nombre en varias generaciones de una familia cuáquera inglesa que desempeñó un papel fundamental en la Revolución Industrial.

## Semblanza
Abraham Darby nació en Coalbrookdale, Shropshire, en 1750. Era el hijo mayor de Abraham Darby el Joven (1711–1763) y de su segunda esposa, Abiah Maude, y se educó en una escuela en Worcester regentada por un cuáquero llamado James Fell.
A los trece años, Darby heredó las acciones de su padre en los negocios familiares de fabricación de hierro en el Valle del Severn, y en 1768, a los dieciocho años, asumió la dirección de la ferrería de Coalbrookdale. Tomó varias medidas para mejorar las condiciones de su fuerza laboral. En tiempos de escasez de alimentos, compró granjas para cultivar alimentos para sus trabajadores, construyó viviendas para ellos y ofreció salarios más altos que los que se pagaban en otras industrias locales, incluidas la minería del carbón y la alfarería. Construyó la estructura de fundición de hierro más grande de su época: el primer puente de fundición de hierro jamás construido, cruzando sobre el río Severn cerca de Coalbrookdale. El puente hizo posible que el pueblo de Ironbridge creciera a su alrededor, y el área se denominó posteriormente la Garganta de Ironbridge.
En 1776, Darby se casó con Rebecca Smith de Doncaster y tuvieron siete hijos, de los cuales cuatro sobrevivieron hasta la edad adulta. Murió en Madeley  (Shropshire) con solo 39 años y fue enterrado en el Cementerio Cuáquero de Coalbrookdale. Sus hijos Francis (1783–1850) y Richard (1788–1860) trabajaron en Coalbrookdale.

## Reconocimientos

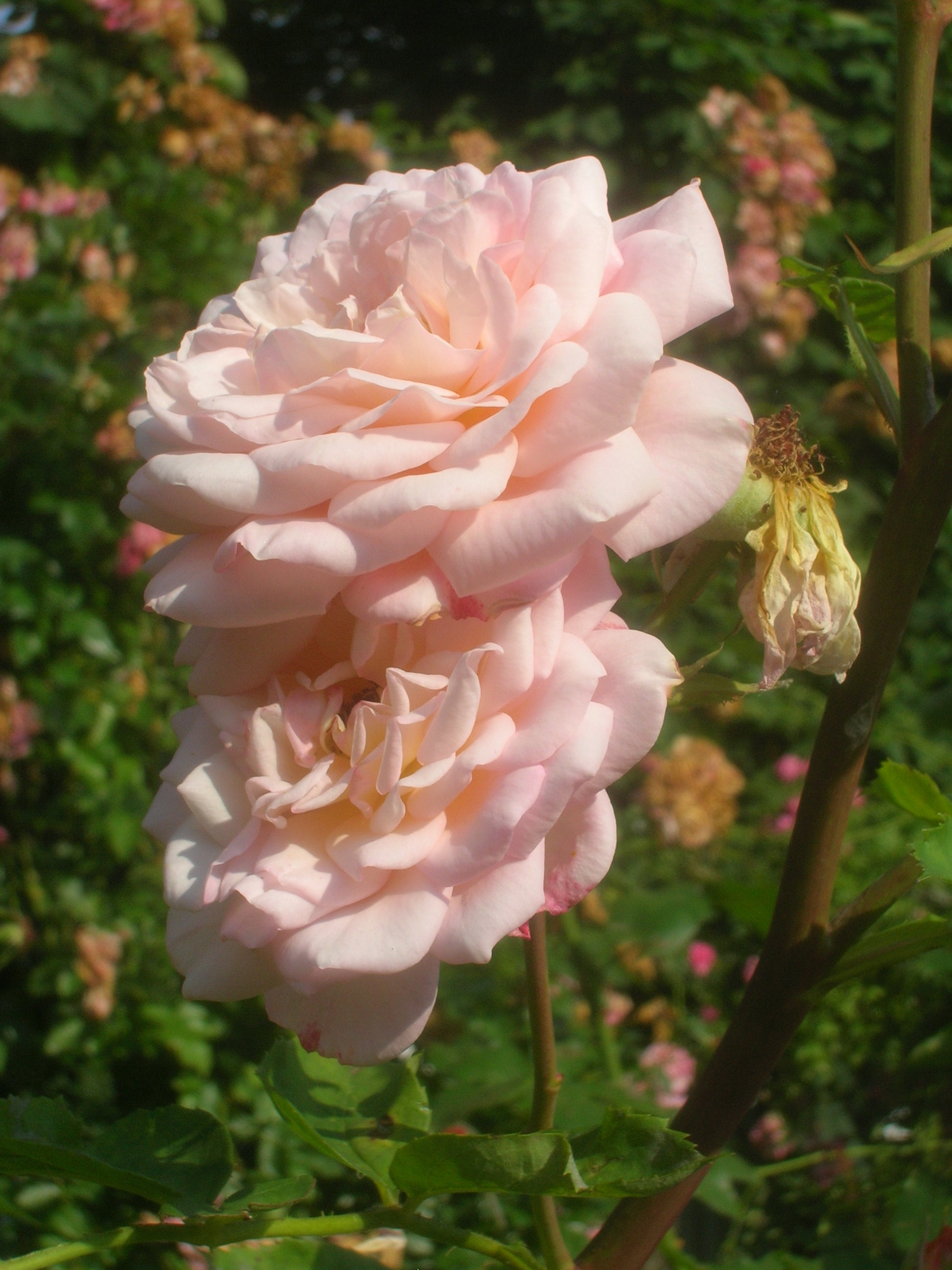
Rosa 'Abraham Darby', por David Austin, 1985

- Una escuela secundaria en Telford, Reino Unido, lleva el nombre de Abraham Darby III, la "Abraham Darby Academy".
- En 1985, un cultivar de rosa denominado Rosa 'Abraham Darby' creada por David Austin recibió su nombre en homenaje a Abraham Darby.